# Sachswitz/Dölau/Rothenthal
Sachswitz/Dölau/Rothenthal ist ein Stadtteil der Stadt Greiz im Landkreis Greiz in Thüringen. Er besteht aus den Orten Dölau, Rothenthal und Sachswitz.

## Lage
Der Stadtteil liegt südlich von Greiz im Tal der Weißen Elster. Er erstreckt sich dabei zungenartig in das angrenzende sächsische Gebiet hinein, wo die Stadt Elsterberg angrenzt.
Die Geographie ist in den drei Orten des Ortsteils recht unterschiedlich und vom Thüringer Schiefergebirge geprägt. Rothenthal liegt auf der linken Seite einer als Elsterknie bezeichneten Flussbiegung, die das Siedlungsgebiet begrenzt. Die Hänge des eingeschnittenen Tales sind sehr steil und felsig, wodurch das Gebiet regional unter der Bezeichnung Rothenthaler Alpen bekannt ist. Dölau und Sachswitz liegen weiter südlich auf einer erhöhten Talniederung auf der rechten Seite der Elster. In Dölau liegt in einer abgetrennten Flussschlinge der Elster der Speicher Greiz-Dölau.
Die drei Orte sind größtenteils zusammengewachsen und weisen eine nahezu durchgehende Bebauung auf.

## Geschichte
Die erste in diesem Gebiet urkundlich erwähnte Siedlung ist Dölau (1359). Bereits im 12. Jahrhundert wurde hier die Burg Dölau errichtet. Diese war Stammsitz des Adelsgeschlechts derer von Dölau. Später war der Ort Sitz des Amtes Dölau. Ein kleiner südöstlicher Teil des Ortes gehört zu Sachsen.
Sachswitz wurde 1380 erstmals urkundlich erwähnt. Die Gemeinde war in einen reußischen (später thüringischen) Anteil (zu Reuß-Greiz) und in einen sächsischen Anteil (zum Amt Plauen bzw. zur Amtshauptmannschaft Plauen) aufgeteilt. Der sächsische Anteil lag innerhalb der Gemeinde in Exklaven verstreut. Erst 1928 kam durch einen Gebietsaustausch die gesamte Ortslage zu Greiz.
Rothenthal wurde erst 1444 urkundlich erwähnt. Gegen Ende des 17. Jahrhunderts war der Ort einer der vier Greizer Staaten neben Obergreiz, Untergreiz und Greiz-Dölau. Das Rothenthaler Schloss wurde um 1990 abgerissen.
Am 1. April 1922 wurden Sachswitz und Rothenthal, bis dahin eigenständige Gemeinden, nach Dölau eingegliedert. Schon ein halbes Jahr später, am 1. Oktober 1922, kamen die Orte dann mit zahlreichen anderen Gemeinden zur Stadt Greiz. Diese wurde in dem Zusammenhang kreisfrei.

## Wirtschaft
In Dölau, Rothenthal und Sachswitz war ab dem 18. Jahrhundert wie in Greiz das Textilhandwerk der größte Wirtschaftszweig. Ausgehend von dieser Branche entstand das heutige Chemiewerk Greiz-Dölau, der größte Arbeitgeber im Stadtteil. Es gehörte ab 1998 zu Akzo Nobel und seit 2018 zum Nouryon-Konzern. Das Werk produziert Polysulfide unter dem Markennamen Thioplast, welche als Dichtstoffe eingesetzt werden, und besitzt darin einen weltweiten Marktanteil von über 50 %.
Weitere Unternehmen sind ein Bauhandel in Sachswitz, ein Entsorgungsunternehmen und die Trinkwasserversorgung in Dölau sowie zwei Autohäuser in Rothenthal.

## Verkehr
Der Ortsteil wird entlang der Elster von der B 92 durchzogen, die hier von Greiz nach Elsterberg führt. In Sachswitz zweigt die Landesstraße 1296 in Richtung Netzschkau ab, die sich auf sächsischer Seite als Staatsstraße 296 fortsetzt.
Ebenfalls entlang der Elster führt die Elstertalbahn von Gera nach Weischlitz. Diese besitzt in Dölau den Bahnhof Greiz-Dölau, zu dem ein kleiner Rangierbahnhof und ein Anschlussgleis zum Chemiewerk gehören.
Im straßengebundenen ÖPNV sind die drei Orte durch die Linie 1 der PRG Greiz an Greiz und Elsterberg angebunden. Diese verkehrt von Montag bis Freitag halbstündlich und am Wochenende zweistündlich. Diese Linie war von 1946 bis 1969 elektrifiziert und wurde mit Oberleitungsbussen betrieben. Weiterhin tangiert die Linie 84 des Reichenbacher Verkehrsbetriebes (Elsterberg – Reichenbach) den Ortsteil mit zwei Haltestellen in Sachswitz.